# Giovan Battista Embriaco

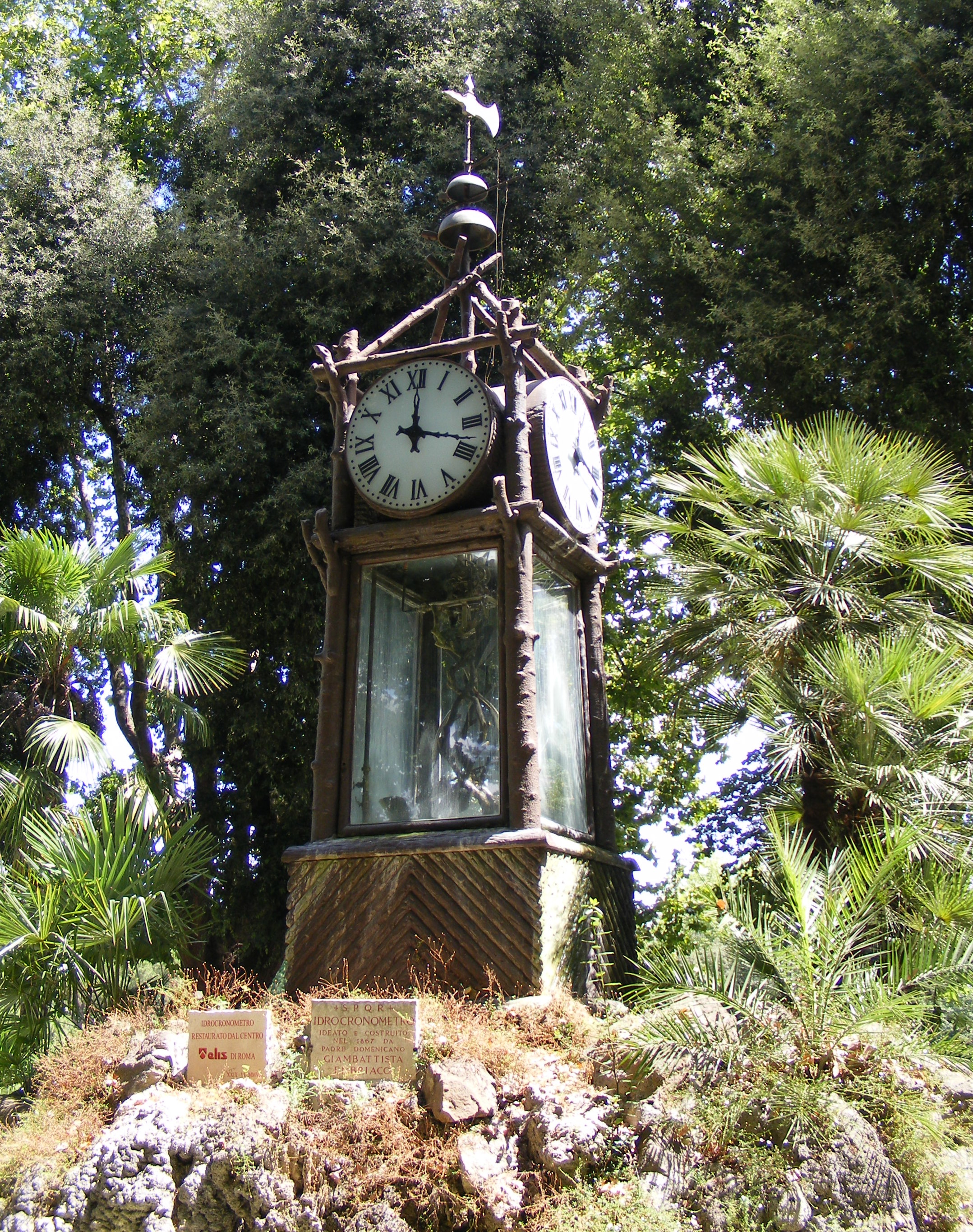
L'idrocronometro del Pincio

Padre Giovanni Battista Embriaco (Ceriana, 1829 – Roma, 6 marzo 1903) è stato un inventore italiano. Frate domenicano, a lui si deve l'idrocronometro (un orologio ad acqua).

## Biografia
Figlio di una nobile famiglia genovese, entra nell’ordine Domenicano a Perugia nel 1840. 
Appassionato di meccanica, ha inventato macchine per la telegrafia, per la lavorazione dei metalli e anche il famoso scappamento con palette a scatto azionate dall’acqua.
L’acqua riempie a ritmo alternato due comparti di una vaschetta oscillante, imprimendo un moto uniforme “isocrono” alla suoneria e al pendolo.
Un idrocronometro è stato inviato all’Esposizione Universale di Parigi del 1867. 
Due esemplari sono ancora presenti a Roma: uno è alloggiato in una nicchia a conchiglia nel cortile del Palazzo Berardi, in via del Gesù 42 (1870) e l'altro posto nel Parco del Pincio in via dell’orologio (1873).